# Viira
Viira – wieś w Estonii, w prowincji Tartu, w gminie Luunja.